# Награда Богдан Лоза
Награда Богдан Лоза је признање која се додјељује једном годишње, поводом промоције новодипломираних студената, најбољем дипломираном студенту Правног факултета Универзитета у Источном Сарајеву. Награда долази са новчаном наградом. Назив је добила по професору облигационог права, др Богдану Лози, који је био први вршилац дужности декана овог факултета.
Награда се додељује сваког 31. октобра, за време обележавања дана факултета и крсне славе Светог Петра Цетињског.